# Палестер, Роман
Роман Палестер (пол. Roman Palester; 28 декабря 1907, Снятын, ныне Украина — 25 августа 1989, Париж) — польский композитор и музыкальный педагог.
С семилетнего возраста учился игре на фортепиано. В 1919—1921 годах учился в Краковском институте музыки, в 1921—1925 годах — в Львовской консерватории, наконец, в 1928—1931 годах — в Варшавской консерватории у Казимежа Сикорского. В 1930 году в Варшаве с большим успехом представил своё сочинение «Симфоническая музыка» (пол. Muzyka symfoniczna), затем исполненное также на Международном фестивале Общества современной музыки в Лондоне. В 1930-е годы Палестер много ездил по Европе, его сочинения получали разнообразные награды, в том числе Золотую медаль Всемирной выставки в Париже (1937) за балет «Песнь о Земле» (пол. Pieśń o ziemi). Во время Второй мировой войны Палестер находился в Варшаве, около двух месяцев провёл в тюрьме. В 1945—1947 годы он преподавал в Краковской Высшей школе музыки, затем уехал в Париж. После того, как в 1949 году на съезде Польского союза композиторов и музыкальных критиков был объявлен курс на социалистический реализм в музыке, а творчество Палестера объявлено формалистическим, Палестер решил не возвращаться в Польшу. С 1952 по 1972 годы он жил в Мюнхене, возглавляя отдел культуры на польском вещании радио «Свободная Европа»; он вёл передачу «Музыка преодолевает границы» (в ней звучали музыкальные произведения, не разрешённые в коммунистической Польше) и обзор мировых культурных событий «Окно в мир». Между тем в самой Польше имя Палестера и его произведения были категорически запрещены — вплоть до 1977 года. Между тем творчество Палестера именно в эмиграции достигло, как считается, наиболее высокого развития — особенно в опере («музыкальном действии») «Смерть Дон Жуана» (пол. Śmierć Don Juana; 1959—1961).
Умер в Париже и похоронен на кладбище в Монморанси.